# 中国共产党温州独立支部
中共温州独立支部（简称“温独支”）是浙南的中国共产党早期党团组织，成立于1924年底，至1927年停止活动。

## 相关事件
1924年8月下旬，谢文锦在温州介绍胡识因、郑恻尘夫妇加入中国共产党。
1924年12月，独立支部在温州城区侯衙巷的新民小学成立。 同时成立团温州支部（次年改称共产主义青年团温州支部）。
1925年1月，根据中共中央决定，温独支部分成员以个人身份加入国民党，帮助筹建国民党永嘉等县党部。
1925年6月初，五卅事件后，温独支发动社会各界成立温州学生救国联合会，沪案后援会，组织游行和捐款。
1925年12月，组织全城棉织工人联合罢工。
1926年3月，温州学生救国联合会改组为温州学生联合会，并加入全国学生总会。
1926年5月，胡识因去杭州任国民党浙江党部妇女部长。唐公宪接任胡识因，于1926年6月至11月任温独支书记。
1927年2月，陈仲雷任温独支书记。
1927年4月，四一二事件期间，温独支主要领导人谢文锦、郑恻尘、蔡雄先后被捕牺牲。温独支遭到破坏，停止活动。

## 引用来源
1. 1 2 3  . www.wzrb.com.cn.   [2020-10-31].[]
2. ↑  . 中共党史出版社. 1998: 19. ISBN 7-80136-172-5. 国民党永嘉县党部成立时间 节录自《上海区委全体会议纪录》
3. 1 2  夏必忠. . . 中共党史出版社. 1998: 7. ISBN 7-80136-172-5. 1925年冬，鹿城布厂资本家无故开除3名工运骨干，激起了工人愤慨。温独支领导织工研究会举行了全城棉织工人联合罢工，相持10天左右，这是五卅之后，温州震动最大的一次工人运动。

## 延伸阅读
- . 中共党史出版社. 1998. ISBN 7801361725.